# Annamária Tóth
Annamária Tóth, född Kovács den 14 september 1945 i Budapest, död 16 juli 2023, var en ungersk friidrottare.
Tóth blev olympisk bronsmedaljör i femkamp vid sommarspelen 1968 i Mexico City.